# Vallée de Lesponne (Ariège)
Ne doit pas être confondu avec la vallée de Lesponne dans les Hautes-Pyrénées.
La vallée de Lesponne est une vallée des Pyrénées françaises située dans le département de l'Ariège en région Occitanie.
Située en rive droite de la rivière Ariège, elle est orientée est-ouest, et borde au sud le massif de Tabe. Elle est traversée par la route départementale 117 qui relie Foix à Perpignan. 

## Géographie

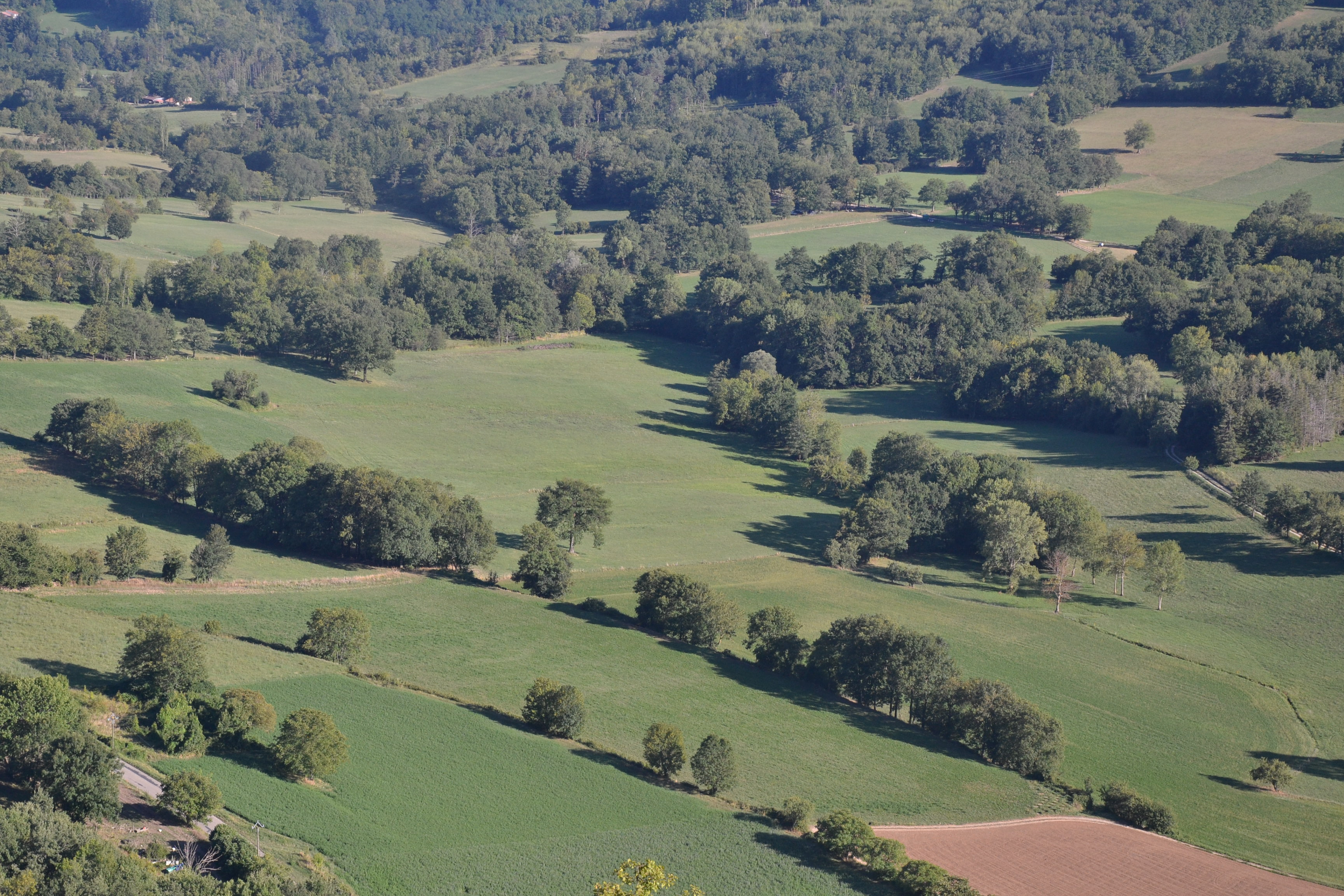
Paysage bocager à Soula.

Longue d'une dizaine de kilomètres et large de trois ou quatre kilomètres maximum, cette vallée sédimentaire sépare les hauteurs culminantes du massif du Plantaurel au nord, du massif de Tabe au sud. Elle permet la jonction entre la vallée de l'Ariège à l'ouest, et les vallées du Douctouyre et du Touyre à l'est, en pays d'Olmes.
Le village de Nalzen, situé à son extrémité orientale en position de col, constitue la limite amont de la vallée et donc du bassin de Foix. La commune de Saint-Paul-de-Jarrat constitue la limite en aval.
La vallée de Lesponne présente un paysage de bocage ou semi-bocage.
Le fond de vallée s'étage entre 450 m et 600 m d'altitude.
Le Sios, affluent de l'Ariège, prend sa source à Freychenet et irrigue la partie occidentale de la vallée.

## Communes
| Nom                  | Code Insee | Intercommunalité         | Superficie (km2) | Population (dernière pop. légale) | Densité (hab./km2) |
| -------------------- | ---------- | ------------------------ | ---------------- | --------------------------------- | ------------------ |
| Celles               | 09093      | CA L'Agglo Foix-Varilhes | 10,27            | 143 (2022)                        | 14                 |
| Freychenet           | 09126      | CC du Pays d'Olmes       | 24,69            | 82 (2022)                         | 3,3                |
| Leychert             | 09166      | CC du Pays d'Olmes       | 5,77             | 112 (2022)                        | 19                 |
| Nalzen               | 09215      | CC du Pays d'Olmes       | 5,5              | 112 (2022)                        | 20                 |
| Roquefixade          | 09249      | CC du Pays d'Olmes       | 12,31            | 150 (2022)                        | 12                 |
| Saint-Paul-de-Jarrat | 09272      | CA L'Agglo Foix-Varilhes | 22,51            | 1 354 (2022)                      | 60                 |
| Soula                | 09300      | CA L'Agglo Foix-Varilhes | 11,16            | 171 (2022)                        | 15                 |

## Économie
L'association syndicale libre de gestion forestière de la vallée de Lesponne créée le 6 décembre 2014 réunit des propriétaires forestiers pour une gestion durable, économiquement viable avec un plan de gestion sur trente ans.